# Альфред Великий
Альфре́д Вели́кий (англосаксон. Ælfrēd se Grēata; англ. Alfred the Great; ок. 849 — 26 октября 899 / 28 октября 901) — король Уэссекса в 871—899/901 годах. Первым из англосаксонских правителей Британии стал именовать себя королём Англии.

## Биография

### Детство и юность
Альфред родился в королевском поместье Ванатинг (сейчас Вантедж, Оксфордшир). Он был младшим сыном Этельвульфа, правителя королевства Уэссекса, и его первой жены Осбурги, младшим братом трёх последовательно правивших королей: Этельбальда, Этельберта и Этельреда I.
Благодаря придворному воспитанию, Альфред узнал языки и труды древних писателей. Ещё ребёнком он по повелению отца совершил поездку в Рим (853 год), где папа римский Лев IV помазал его как будущего короля Уэссекса. В 855 году вместе с отцом снова посетил Рим, а затем некоторое время жил при дворе правителя Западно-Франкского королевства Карла Лысого.
В детстве Альфред отличался слабым здоровьем, но неукротимым характером. С малых лет он закалял себя воинскими упражнениями и охотой, стараясь не отставать от старших братьев и взрослых воинов. С юности он сражался в первых рядах. К 20 годам, к моменту получения короны, он считался опытным и мужественным воином в глазах войска.

### Первые годы правления
Альфред стал королём Уэссекса в 871 году после смерти своего старшего брата Этельреда I.
Альфред был самым учёным человеком среди всех своих соотечественников. Однако в начале правления всё это сослужило ему плохую службу: если прежде он завоевал народное доверие своей храбростью, то, сделавшись королём, Альфред вскоре потерял популярность. Он мало уважал знания и опыт витенагемота, так как желал неограниченной власти, о которой читал у римских писателей; он придумывал нововведения, которые не любили старейшины. Высокомерие короля, по свидетельству современников, было так велико, что он «не удостаивал просителей приёма и выслушивания их жалоб, не снисходил к слабым и почитал их за ничто». В этом саксы видели покушение на их древние права и свободу.

### Поражения от данов
Постепенное отчуждение между королём и его народом привело к нескольким поражениям, понесённым англосаксами от данов, которым Альфреду пришлось уплатить дань. Заключённое перемирие избавило на время Кент и Уэссекс от набегов данов, но остальная Англия осталась без помощи и была завоевана викингами.
Даны захватили и разграбили в 871 году город Лондон. Весной 874 года викинги напали на Мерсию и быстро разгромили её войско. Король Мерсии Бургред бежал в королевство Франков, а на престол сел ставленник данов Кёлвульф II.
Часть данов двинулась затем на север к реке Тайн, но так как грабить здесь было уже почти нечего, Гутрум, избранный данами королём Восточной Англии, возвратился туда с большей частью войска, чтобы дать воинам отдых и собрать подкрепление. Одновременно викинги стали осваивать захваченные ими земли, строить поселения и обрабатывать землю. Согласно Англосаксонской хронике: «…они занялись пахотой и обеспечением своей жизни». В 876 году король Йорка Хальвдан I раздал своим воинам земли в Нортумбрии.

### Строительство флота
Король Альфред использовал пять лет перемирия для создания собственного флота. Хотя англосаксы прибыли в Британию на кораблях, к IX веку ни у одного из англосаксонских королевств не было столь значительного флота. Датчане же активно использовали флот для неожиданных нападений с моря и уклонялись от сражений на открытой местности. Альфред втайне начал на реках строительство большого количества кораблей. К 875 году он уже располагал значительным флотом, который сумел нанести датчанам несколько поражений, хоть и не столь значительных, но важных для поднятия морального духа войска.
Англосаксонская хроника сообщает, что разбив флот короля данов Уббы, Альфред захватил чудотворное знамя, изготовленное некогда дочерьми короля Рагнара Лодброка с изображением ворона бога Одина, созывающего воинов в победный поход. Альфред продолжил дело создания своего флота и добился в этом таких успехов, что берега его королевства перестали подвергаться набегам викингов и даже в правление его сына, Эдуарда Старшего, флот Уэссекса господствовал в Ла-Манше.

### Военная реформа
Альфреду Великому приписывают и военную реформу. Альфред разделил страну на военные округа, в которых каждые пять хозяйств (гайд) выставляли одного воина, снабжая его всем необходимым за свой счёт. Каждый город тоже давал определённое количество солдат. Служба в войске оставалась обязанностью каждого свободного человека, но теперь он мог часть времени проводить в своём хозяйстве. Кроме того, часть воинов теперь несла гарнизонную службу в городах и селениях, а другая часть находилась в действующей армии. Затем они менялись местами, так что воины не были надолго оторваны от своего дома.
Кроме того, каждый земледелец должен был принимать участие в содержании мостов и укреплений. Альфред первым отказался от народного ополчения (фирда) и стал формировать воинское сословие. Тэны, составившие англосаксонскую знать, и воины королевской дружины были полностью освобождены от работ на земле. Дружинники становились средними и мелкими землевладельцами, на которых должны были работать крестьяне. В первые годы после реформы иногда ещё созывали крестьян в ополчение, затем это стало происходить всё реже и реже. Альфред приступил к восстановлению старых и строительству новых крепостей, способных отразить нападение небольшого отряда противника, либо выдержать осаду до подхода основных сил королевства. К концу жизни короля было восстановлено или построено около тридцати крепостей-бургов.

### Мир с викингами
Весной 876 года Гутрум двинулся с войском на юг. Одновременно флот Гутрума появился при Уэргеме, но флот Альфреда нанёс ему незначительное поражение, после которого датчане отплыли к Эксетеру, где подняли против Уэссекса ещё и валлийцев. Король Альфред вышел с войском против Гутрума, но не вступил в битву, а предложил ему выкуп. Король Восточной Англии уже знал о поражении своего флота. Он взял выкуп и тоже отошёл к Эксетеру.
Всю зиму Альфред готовил армию и флот к войне с данами. Ранней весной 877 года войско Уэссекса окружило Эксетер, а флот Альфреда блокировал побережье и лишил окруженных датчан возможности получить подкрепление. Датчане из Уэргема пытались прорвать блокаду Эксетера, но сильная буря разметала и разбила о прибрежные скалы бо́льшую часть флота викингов. Голод и отчаяние заставили данов вступить в переговоры и капитулировать. Был заключен мир, по которому датчане выдали заложников, заплатили выкуп и поклялись на смазанном кровью священном браслете не нападать более на владения короля Альфреда.
Свою священную клятву датчане вскоре нарушили. Они ушли на север, но, как оказалось, недалеко. Расположившись у Глостера, они стали ждать подкреплений, вскоре прибывших. Между тем успокоенный Альфред распустил своё войско и вернулся в одно из своих имений в Сомерсете.

### Викинги нарушают мир
Воспользовавшись тем, что Альфред распустил своё войско, в 878 году даны возобновили полномасштабную войну. Король Гутрум двинулся на юг. Его значительные военные силы с нескольких направлений вторглись в Уэссекс, овладели Лондоном и остановились на реке Эйвон, чтобы провести там зиму. Для Альфреда и его войска это было полной неожиданностью. Страна была парализована страхом. Никто не мог оказать организованного сопротивления. Датчане огнём и мечом прошли по всему королевству, расправляясь с плохо организованными отрядами саксов.
Особенно пострадали города и селения южной части королевства. Как сообщает Англосаксонская хроника «…вражеская армия…захватила всю землю западных саксов, изгнав огромную часть населения за море, а остальных подчинив своей власти…». Альфред напрасно посылал гонцов с обнаженным мечом и стрелой по городам и селениям, призывая народ на войну. Лишь немногие откликнулись на его призыв. Альфред оказался без войска, в окружении лишь небольшого отряда верных ему дружинников.

### Альфред в изгнании
В этих обстоятельствах, как передаёт хронист Ассер, Альфред покинул своих воинов и свой народ и бежал, чтобы спасти свою жизнь. Скитаясь по лесам и пустошам, он достиг границы корнуэльских бриттов. Тут, на полуострове, окружённом болотами, Альфред под чужим именем нашёл убежище в хижине рыбака. Он сам пёк себе хлеб из того, что уделял ему по гостеприимству рыбак. Войско данов беспрепятственно хозяйничало в его королевстве. Почти никто не знал, что стало с королём.
Скоро западные саксы увидели, что беды завоевания куда страшнее казавшейся им в своё время тяжёлой руки Альфреда. Сам же Альфред стал менее заносчив и более мудр. Ассер пишет, что однажды жена рыбака поручила Альфреду наблюдать за хлебом в печи. Он же, занявшись починкой оружия, забыл о хлебе в печи, и хлеб сгорел. Тогда разгневанная женщина сурово отчитала его, и король со смирением выслушал попреки.

### Альфред собирает силы
Тем временем вокруг Альфреда собрался небольшой отряд. Его люди укрепили земляным валом и частоколом остров среди болот и стали делать внезапные вылазки против данов. Постепенно войско Альфреда росло. После шести месяцев партизанской войны, он решился объявить своё имя и напасть на главный лагерь датчан у Этандуна (ныне Эддингтон), на стыке Вильтеса и Сомерсета, близ так называемого Большого леса.
Согласно Ассеру, Альфред захотел лично осмотреть положение неприятеля. Переодевшись странствующим музыкантом, он проник в их лагерь, развлекая датских воинов саксонскими песнями. Благополучно возвратившись, он послал во все окрестности созывать саксов к войне, назначив сбор у Эгбертова камня у Большого леса в нескольких милях от датского лагеря. В течение трёх дней вооружённые люди поодиночке и малыми группами прибывали со всех сторон. К Альфреду сошлись воины Сомерсета, Уилтшира и Гемпшира и все были рады вновь увидеть своего короля.

### Первые победы. Раздел Англии между данами и англосаксами
5 мая 878 года Альфред атаковал лагерь викингов с его слабейшей стороны и на следующий день взял укрепления, по выражению Англосаксонской хроники, «…оставшись властелином места побоища…». Разбитые датчане укрылись в крепости, которую англосаксы держали в осаде в течение двух недель.
Наконец предводитель данов, король Восточной Англии Гутрум вступил с Альфредом в переговоры. По заключённому миру Гутрум обязался покинуть Уэссекс и принять крещение. Через три недели он прибыл к Альфреду с 30 знатными людьми. Король Альфред был его крестным отцом при его крещении в Уэдморе.
Здесь же был заключен Уэдморский договор о разделе Англии между данами и королём Уэссекса. По договору граница между королевством Альфреда и владениями викингов (Данелаг — Область датского права), шла вверх по Темзе и её притоку Леа через Брадфорд и доходила до древней римской дороги, которую англосаксы называли Доро́гой сыновей Ветлы. Все захваченные скандинавами земли (Восточная Англия, Эссекс вместе со своей разрушенной столицей Лондоном, вся Нортумбрия и восточная половина Мерсии) остались под властью Гутрума. Альфреду достались Уэссекс, Сассекс, Кент и запад Мерсии.

### Укрепление государства
По заключении Уэдморского мира Альфред занялся укреплением и организацией своего королевства. Права на присоединённые земли он укрепил, заключая ряд брачных союзов членов своей семьи с королевскими домами Мерсии и Восточной Англии. В своём личном владении он оставил собственно Уэссекс, верхнюю часть долины Темзы, долину Северна, а также плодородные равнины Мерси и Ди из территории бывшего королевства Мерсия, которые с того времени и стали называться Мерсией. Остальная часть бывшей Мерсии, оставшаяся во власти датчан, стала называться Пять Датских городов.
В 879 году королём саксонской Мерсии Альфред поставил Этельреда II. Его задачей было прикрывать Уэссекс с севера и не допускать союза между датчанами и Уэльсом. В 884 году Этельред II женился на дочери Альфреда Этельфледе и из уважения к королю Альфреду отказался от титула король, довольствуясь титулом элдормен (или эрл). Таким образом, Этельред стал последним королём и первым эрлом Мерсии, фактически присоединённой к английскому королевству Альфреда.

### Охрана морских берегов
Мир с Гутрумом дал англосаксам несколько лет передышки в глубине их острова, но викинги, грабившие противоположный берег Ла-Манша, нападали и на берега Англии, рассчитывая овладеть здесь землями. Однако Альфред или мешал им высадиться, или наносил поражения, не давая закрепиться на берегу. В 884 году он заставил норманнов снять осаду с Рочестера. Его корабли постоянно патрулировали побережье. В 886 году Альфред отвоевал Лондон, сильно пострадавший от датчан, которые его разграбили и почти полностью сожгли. Альфред восстановил разрушенный город и сделал его своей второй резиденцией, наряду с главным городом Уэссекса Уинчестером, остававшимся столицей Англии. Альфред возвёл много новых укреплений и организовал особую милицию во всех местах, которые могли подвергнуться нападению. Потерпев несколько поражений, викинги прекратили попытки напасть на владения Альфреда.

### Законодательные и административные реформы
Король Альфред восстановил в своём королевстве общественный порядок. Он поставил королевский суд выше всех других судов. За годы войны старое право пришло в упадок. Вельможи произвольно стесняли народ, судьи не уважали присяжных. Альфред составил первый сборник национальных законов («Правда короля Альфреда»), приказав изложить на англосаксонском языке законы различных саксонских королей, отобрав наиболее подходящие. Теперь всякое нарушение законов рассматривалось судьями как оскорбление величества. Он упорядочил администрацию, восстановив старинное деление на графства и общины, и определил графами и судьями достойных людей. Народный суд стали вершить прежним порядком при прежнем доверии населения, так что королевскому суду уже не было надобности разбирать все споры.

### Восстановление хозяйства и образования
Много усилий приложил король к восстановлению разрушенного хозяйства. Для развития земледелия он раздавал опустевшие земли и провёл новое их размежевание. Король заботился о торговле и промышленности. Проводились дороги, с помощью искусных фризских мастеров, приглашённых Альфредом, строились корабли.
По его указанию были записаны рассказы двух путешественников об их экспедициях — норманна Оттара, посетившего Белое море, и Вульфстана из Хедебю, проникшего в Финский залив.
В своих домах и сельских резиденциях он строил здания прочнее и лучше тех, какие были прежде у англосаксов, опираясь на знания и воспоминания о поездке в юности в Рим. Желая опереться на церковь, он заботился о религиозном и умственном образовании народа. За годы войны погибло множество монастырей, культурный уровень в стране пал очень низко. Альфред отстроил за королевский счёт десятки монастырей и учредил при них школы.
Король повелел, как пишет Ассер, чтобы каждый свободнорождённый и имеющий средства молодой человек «не смел расставаться с книгой до тех пор, пока он не будет в состоянии понимать английского письма». Он сам основал школу для детей знати и следил за преподаванием в ней. Король Альфред распорядился, чтобы государственные чиновники не смели занимать свои места, если не обладают образованием. Устрашённые этим судьи, графы, министры и другие начальники, почти сплошь неграмотные, вынуждены были заняться своим образованием.

### Забота о науке
Тех немногих учёных, которые оставались в его государстве, он приблизил к себе, дал им почётные должности и побуждал к литературным трудам. Недостаток в таких людях он пополнял, приглашая учёных из других земель. Среди его сподвижников в этом деле валлиец Ассер, сакс Иоанн и франк Гримбальд. Он и сам среди многих государственных дел находил время для литературных трудов. Так, он перевёл с латинского, которому научился лишь на 36-м году жизни, на англосаксонский язык сочинение Боэция «Об утешении философией»; «История» Беды Достопочтенного в его обработке стала на столетия любимым чтением образованных людей; он перевел «Историю против язычников» Орозия и вставил в неё описание германских и северных земель по рассказам двух мореплавателей, посетивших эти места, сакса Вульфстана и норвежца Оттара. Рассказ Оттара о его экспедиции в загадочную «землю беормов» в северном Приуралье стал первым в европейской литературе достоверным сообщением о Биармии. Он перевёл и переработал сочинение папы Григория I «Попечение о душе». Он перевёл некоторые главы из Библии и сочинений блаженного Августина, басни Эзопа и некоторые другие книги. По инициативе Альфреда в 891 году был начат труд, известный как Англосаксонская хроника.
Несмотря на всегдашнюю слабость своего здоровья, Альфред работал до самой смерти. Он успел сделать весьма много. День его был разделен на три равные части: одна из них посвящалась еде и отдыху, другая — государственным делам, третья — молитве и учёным занятиям. В своих издержках он соблюдал строгую экономию, так же, как и в государственных расходах.

### Последние годы
В начале 890-х годов Англия вновь подверглась нашествию большого войска викингов, которые пытались овладеть плодородными землями южной части королевства, подобно тому как их соплеменники овладели Восточной Англией и Нортумбрией. В 889 или 890 году умер датский король Восточной Англии Гутрум. Новым предводителем данов был избран Гастинг, не склонный к соблюдению мира. В 893 году войска датчан под предводительством Гастинга вторглись в Уэссекс: одна часть через Темзу из Эссекса, другая — с юга и юго-запада с кораблей. Почти целый год пытались даны закрепиться в Уэссексе, но это им так и не удалось. В 894 году они переправились обратно через Темзу и стали призывать валлийцев к восстанию. Однако теперь сами англосаксы перешли в наступление: сын Альфреда Эдуард и мерсийский элдормен Этельред II с отрядом лондонцев разгромили датский лагерь в Эссексе и пустились в погоню за отрядом, двигавшимся вдоль Темзы. Они настигли его недалеко от реки Северн, разбили и заставили вернуться в Эссекс.
В это время Альфред разбил флот данов, напавший на Эксетер, и отбил нападение на город валлийцев. Когда же Гастингу удалось в 897 году захватить Честер, Этельред выбил его оттуда и заставил датчан вернуться в лагерь на реке Ли, а Альфред с моря блокировал флот данов и захватил его. Часть викингов бежали на кораблях через Ла-Манш и начали грабить королевство Франков, а флот Альфреда после этого полностью очистил пролив от морских разбойников. Последние годы жизни Альфред посвятил планам союза христианских государств против разбойничьих вторжений язычников-норманнов.

### Смерть
В последние годы жизни король Альфред страдал от острого кишечного заболевания, предположительно болезни Крона или геморроидальных колик. Король, впоследствии прозванный «Великим», умер в Уинчестере, по данным «Англосаксонской хроники» 26 октября 899 года, по другим источникам — 28 октября 901 года. Трон унаследовал его сын Эдуард Старший.

### Семья
В 868 году Альфред женился на Эльсвите. Дети от этого брака:
| Имя        | Рождение | Смерть            | Примечания                                                |
| ---------- | -------- | ----------------- | --------------------------------------------------------- |
| Этельфледа |          | 12 июня 918       | С 886 года замужем за Этельредом Мерсийским; был ребёнок  |
| Эдуард     | ок. 874  | 17 июля 924       | Был женат (1) Эгвина, (2) Эльфледа, (3) Эдгива; были дети |
| Этельгифа  |          |                   | Аббатиса Шафтсбери                                        |
| Этельвард  |          | 16 октября 922(?) | Был женат и имел детей                                    |
| Эльфтрита  |          | 929               | Была замужем за графом Фландрии Бодуэном II; были дети    |

## Альфред Великий в массовой культуре

### В художественной литературе
- Альфред Великий появляется в неоконченной пьесе Николая Гоголя «Альфред».
- Альфред Великий стал одним из персонажей серии книг Бернарда Корнуэлла «Саксонские хроники».

### В киноискусстве
- Фильм (1969 год) «Альфред Великий» (Alfred the Great) британского режиссёра Клайва Доннела. Роль Альфреда исполнил Дэвид Хэммингс, роль его врага Гутрума — Майкл Йорк. Этот фильм стал также первой значительной работой в кино для Иэна Маккеллена.
- В сериале телеканалов Netflix и BBC «Последнее королевство» (The Last Kingdom, 2015–2018), поставленном по мотивам вышеупомянутой серии романов Бернарда Корнуэлла, на фоне биографии главного героя Утреда, излагается история Альфреда Великого, сумевшего не только отбить нападения викингов, но и на время объединить английские королевства. Роль короля Уэссекса исполняет британский актёр Дэвид Доусон.
- В сериале телеканала History Channel «Викинги» (Vikings, 2013–2019) в 6 серии 3-го сезона Юдифь, супруга короля Уэссекса Этельвульфа и дочь короля Нортумбрии Эллы II, рожает от Этельстана, бывшего монаха монастыря Св. Катберта на острове Линдисфарн, младенца-бастарда, которому при рождении дают имя Альфред. В 5-м сезоне сериала (2018–2019) последний из эпизодического персонажа постепенно становится одним из главных действующих лиц; роль его исполняет ирландский актёр Фердия Уолш-Пило.

### В компьютерных играх
- Альфред Великий — один из персонажей компьютерной игры «Total War Saga: Thrones of Britannia».
- Альфред Великий — один из антагонистов компьютерной игры «Assassin’s Creed Valhalla».
- Является одним из игровых персонажей Crusader Kings II и Crusader Kings III.
- Является одним из противников игры Stronghold Legends.
- Альфред, сын Этельреда Бретвальда, один из главных персонажей официального продолжения для игры Mount & Blade: Warband - Viking Conquest.

### В музыке
- Альфред Великий — главный персонаж маски Томаса Арна «Альфред[англ.]» (1740 год), известной в массовой культуре знаменитым гимном «Rule Britannia».

## Память
- В графстве Сомерсет возведена башня короля Альфреда[31].